# Liste der Bau- und Bodendenkmale im Landkreis Havelland

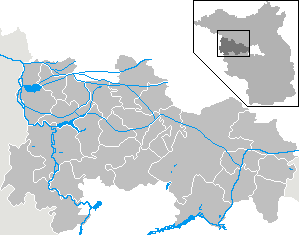
Karte des Landkreises Havelland

In der Liste der Bau- und Bodendenkmale im Landkreis Havelland werden die entsprechenden Bau- und Bodendenkmallisten der jeweiligen Städte und Gemeinden des Landkreises Havelland aufgeführt. In den jeweiligen Denkmallisten sind die Quellen genannt. Sowohl die jeweiligen aufgeführten Denkmallisten als auch die Listung dieser erheben nicht den Anspruch der Vollständigkeit und ersetzen keinesfalls eine rechtsverbindliche Auskunft durch die zuständige Denkmalschutzbehörde.

## Aufteilung
Wegen der großen Anzahl von Kulturdenkmalen im Landkreis Havelland ist diese Liste in Teillisten nach den Städten und Gemeinden aufgeteilt.
| Stadt/Gemeinde    | Karte | Denkmallisten                       | Bild eines Denkmals |
| ----------------- | ----- | ----------------------------------- | ------------------- |
| Brieselang        |       | - Baudenkmale - Bodendenkmale       | Speicher            |
| Dallgow-Döberitz  |       | - Baudenkmale - Bodendenkmale       | Friedhof            |
| Falkensee         |       | - Baudenkmale - Bodendenkmale       | Mahnmal             |
| Friesack          |       | - Baudenkmale - Bodendenkmale       | Bahnhof             |
| Gollenberg        |       | - Baudenkmale - Bodendenkmale       |                     |
| Großderschau      |       | - Baudenkmale - keine Bodendenkmale | Kirche Großderschau |
| Havelaue          |       | - Baudenkmale - Bodendenkmale       | Kahnschleuse        |
| Ketzin/Havel      |       | - Baudenkmale - Bodendenkmale       | Wohnhaus Ketzin     |
| Kleßen-Görne      |       | - Baudenkmale - Bodendenkmale       | Gutshaus Görne      |
| Kotzen            |       | - Baudenkmale - Bodendenkmale       | Pumpwerk            |
| Märkisch Luch     |       | - Baudenkmale - Bodendenkmale       | Kirche Möthlow      |
| Milower Land      |       | - Baudenkmale - Bodendenkmale       | Kirche Möthlitz     |
| Mühlenberge       |       | - Baudenkmale - Bodendenkmale       | Schwedenturm        |
| Nauen             |       | - Baudenkmale - Bodendenkmale       | Haus Nauen          |
| Nennhausen        |       | - Baudenkmale - Bodendenkmale       | Schloss Nennhausen  |
| Paulinenaue       |       | - Baudenkmale - Bodendenkmale       | Bahnhof Paulinenaue |
| Pessin            |       | - Baudenkmale - Bodendenkmale       | Gutshaus Pessin     |
| Premnitz          |       | - Baudenkmale - Bodendenkmale       | Bahnhof Döberitz    |
| Rathenow          |       | - Baudenkmale - Bodendenkmale       | Kilometerstein      |
| Retzow            |       | - Baudenkmale - Bodendenkmale       | Landarbeiterhaus    |
| Rhinow            |       | - Baudenkmale - Bodendenkmale       | Kirche Rhinow       |
| Schönwalde-Glien  |       | - Baudenkmale - Bodendenkmale       | Kirche Pausin       |
| Seeblick          |       | - Baudenkmale - Bodendenkmale       | Kirche Wassersuppe  |
| Stechow-Ferchesar |       | - Baudenkmale - Bodendenkmale       | Pfarrhaus           |
| Wiesenaue         |       | - Baudenkmale - Bodendenkmale       | Dorfkirche Viesen   |
| Wustermark        |       | - Baudenkmale - Bodendenkmale       | Rangierbahnhof      |